# 1-й Кавказский кавалерийский корпус
1-й Кавказский кавалерийский корпус — корпус кавалерии Российской императорской армии.
Был создан в октябре 1915 года из кавалерийских частей Кавказской армии как экспедиционный кавалерийский корпус в Персии с задачей противодействовать прогерманским силам (Персидская кампания). Входил в состав Кавказской армии, затем Кавказского фронта. В дальнейшем несколько раз менял наименование. Расформирован в июне 1918 года.
Участник Персидского и Иракского походов в период Первой мировой войны.

## Наименование
- Экспедиционный кавалерийский корпус в Персии (октябрь 1915 — 28 апреля 1916 года)
- Кавказский кавалерийский корпус (29 апреля — июнь 1916)
- 1-й Кавказский кавалерийский корпус (июнь 1916 — март 1917)
- Отдельный Кавказский кавалерийский корпус (март 1917 — март 1918)
- Кавказский кавалерийский корпус (март-июнь 1918)

## Состав
В 1-й Кавказский кавалерийский корпус входили:
- 1-я Кавказская казачья дивизия (командовал генерал-лейтенант Раддац)
  - 1-я бригада (командовал генерал-майор Перепеловский)
    - 1-й Уманский полк (командовал полковник Лещенко)
    - 1-й Кубанский полк (командовал полковник Суржиков)

  - 2-я бригада (командовал генерал-майор Федюшкин)
    - 1-й Запорожский полк (командовал полковник Урчукин)
    - 1-й Горско-Моздокский полк (командовал полковник Найдёнов)
- 1-й Кавказский казачий конно-артиллерийский дивизион (полковник Стопчанский)
  - 2-я Кубанская казачья батарея (командовал войсковой старшина Федюшкин)
  - 1-я Терская казачья батарея (командовал войсковой старшина Кочергин)

## Командиры
- хх.10.1915 — 24.03.1917 — генерал-лейтенант князь Н. Н. Баратов
- 25.04.1917 — 07.06.1917 — генерал-лейтенант А. А. Павлов
- 07.06.1917 — 10.06.1918 — генерал-лейтенант (с 08.09.1917 генерал от кавалерии) князь Н. Н. Баратов